# Valaric
Valaric o Gualaric - també anomenat en fonts antigues com a Walarico - fou bisbe de Girona a principis del segle IX. Consta en el Llibre Verd, i Flórez el situa entre Ataülf (possiblement inexistent) i Nifridi (probablement erròniament atribuït com a bisbe de Girona). Només es coneixen dues dades d'aquest bisbe; la primera és de l'any 816 amb relació a la consagració de l'església de Santa Eulàlia d'Ultramort, la qual va presidir. La segona és del 817 quan s'esmenta en un document sobre un judici celebrat a Borrassà el 15 de desembre de 817 en relació als límits de l'alou episcopal de Báscara, que el comte palatí Ragonfred, enviat de Carlemany, havia atorgat al bisbe Valaric aquest alou, fet que sembla poder-se situar vers l'any 800. Ordeig ha plantejat la hipòtesi que el seu pontificat s'allargués fins al de Guimer, però no hi ha proves documentals d'aquest fet.